# Szentpéterfa
Szentpéterfa es un pueblo ubicado en el distrito de Szombathely, condado de Vas, Hungría.

## Superficie
Posee una superficie de 31,24 kilómetros cuadrados.

## Demografía
Hasta 2022 la población era de 967 habitantes, con una densidad de población de 30,95 habitantes por kilómetro cuadrado.